# Trithuria australis
Trithuria australis är en näckrosart som först beskrevs av Friedrich Ludwig Diels, och fick sitt nu gällande namn av D.D.Sokoloff, Remizowa, T.D.Macfarl. och Rudall. Trithuria australis ingår i släktet Trithuria och familjen Hydatellaceae. Inga underarter finns listade i Catalogue of Life.